# Vicente Cuevas
El general Vicente Cueva fue un militar mexicano que participó en la Guerra Cristera. Ostentó el grado de general y fue hermano del general  cristero Lucas Cueva. Participó en el Asalto de Manzanillo, y se suponía debió haber entrado al puerto por el lado de la carretera que viene de Santiago hacia el Centro, lo que no pudo hacer por haber sostenido un combate con sus 300 hombres frente al Ejército federal. Al encontrarse su hermano acorralado por las fuerzas federales, pidió autorización al general Jesús Degollado Guízar para continuar el combate y rescatar a su hermano, lo que no pudo hacer. A la muerte de su hermano, se le concedió el mando del Quinto Regimiento y se le ascendió a general brigadier. 